# El Encanto
El Encanto es una área no municipalizada de Colombia, situado en el departamento de Amazonas, al sur del país. Compuesto por los centros poblados: El Encanto y San Rafael del Caraparana. Limita al norte con La Pedrera, al Noroeste con Puerto Alegría, al este con Puerto Arica, y al sur con Perú. Posee una superficie de 10.724 km².

## Historia
Justo ahí fue una de los dos campamentos principales de la casa Arana, la cual era una compañía del Perú que explotaban el caucho y exportaban a través de este paso hacia Manaos, posteriormente a Gran Bretaña. La llegada de empresa cauchera a la región conllevó a una gran masacre; aunque se estima afectaron solo en Colombia 52 civilizaciones nativas.
Fue erigida como corregimiento el 4 de diciembre de 1951, confirmada en 1953. En 1991 por el artículo 21 de la presidencia paso a denominarse "corregimiento departamental", el 4 de octubre de 1991.